# Otto Sigismund Runge

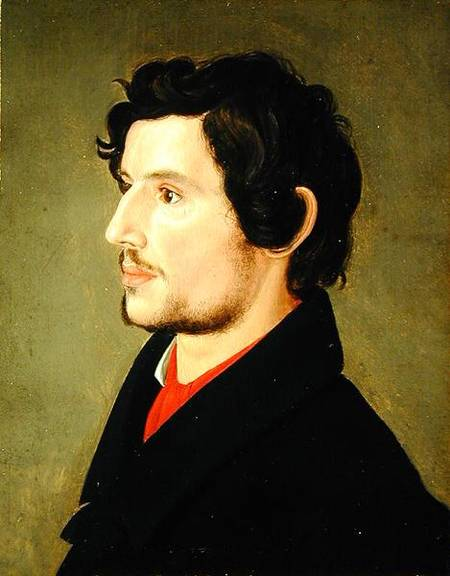
Bildnis Otto Sigismund Runge von Julius Oldach, um 1829

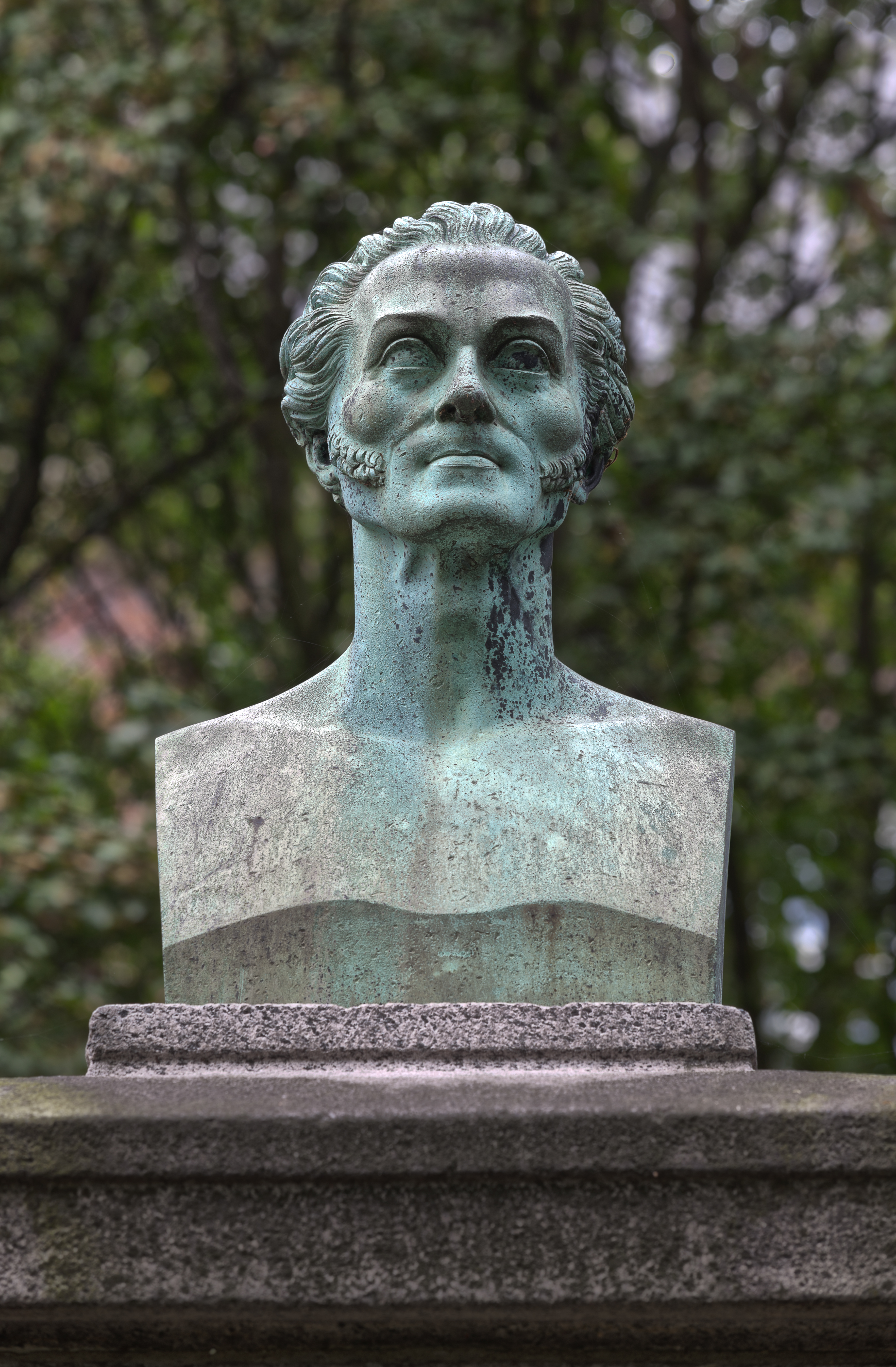
Repsold-Büste von Otto Sigismund Runge

Otto Sigismund Runge (* 30. April 1806 in Hamburg; † 16. März 1839 in Sankt Petersburg) war ein deutscher Bildhauer.

## Leben
Otto Sigismund war der älteste Sohn des Malers Philipp Otto Runge. Nach dem frühen Tod des Vaters wurde er bis 1815 von der Nachbarin Emilie Petersen mütterlich betreut und unterrichtet. Danach vertraute ihn sein Onkel Daniel Runge der Familie Köhnke in Nienstedten an. Dort besuchte dort die höhere Schule. Die Ferien verlebte er meist in Hamburg. Otto Sigismund zeigte künstlerisches Talent, indem er seinem Vater in Scherenschnitten nacheiferte und interessiert sich für die Baukunst. 1819 kam er zu seiner Mutter nach Dresden. Im Oktober 1819 wurde er Eleve der Baukunst an der Dresdner Akademie. Da er eine Begabung für die Bildhauerei zeigte, bildete ihn ab Januar 1823 der Maler Friedrich Matthäi aus.
Auf Grund guter Zeugnisse in Dresden bekam er ein Hamburger Stipendium aus dem Testament von Peter Averhoff (1723–1809), mit dem er an der Preußischen Akademie der Künste in Berlin bei Christian Friedrich Tieck Bildhauerei studieren konnte. 1827 erwirkte der Hamburger Syndikus Karl Sieveking für ihn ein Reisestipendium, mit dem er für zwei Jahre nach Italien reiste. In Rom durfte er unter Anleitung von Thorvaldsen arbeiten. Die dort entstandene Marmorgruppe Mädchen, das den Knaben das fischen lehrt befindet sich in der Hamburger Kunsthalle. Otto Sigismund besuchte 1829 Neapel und reiste über Triest, Wien und Prag nach Dresden.
Nach Hamburg zurückgekehrt fand er Wohnung und Atelier in Mettlerkamps Eisengießerei im Werftenviertel Großer Grasbrook. Dort schuf Runge mehrere Porträtbüsten, u. a. von Johann Georg Repsold, Ernst von Houwald und Mozart. Für das Haus des Hamburger Kaufmanns Gottlieb Jenisch schuf er eine Reihe von Basreliefs. 1832 war er Gründungsmitglied des Hamburger Künstlervereins.
Ende 1838 reiste Runge mit seinem Schüler Ernst Gottfried Vivié nach St. Petersburg, um am Wiederaufbau des abgebrannten Winterpalais mitzuarbeiten. Hier übernahm er Bildhauerarbeiten in den Gemächern der Kaiserin. Kurz vor Vollendung der Arbeiten starb Runge an einem hitzigen Nervenfieber. Am 20. März 1839 wurde er auf dem St. Petrikirchhof in St. Petersburg beigesetzt.
Otto Sigismund hatte sich 1829 mit Clärchen Hitzig verlobt und die Verlobung 1831 wieder aufgelöst. Im März 1834 verlobte er sich mit Pauline Heydtmann, der Tochter des Ratsmaurermeisters Franz Hinrich Heydtmann. Am 23. November 1834 fand die Hochzeit statt. Am 20. September 1835 wurde der Sohn Paul geboren.

## Ausstellungen (Auswahl)
- 2019: Hamburger Schule – Das 19. Jahrhundert neu entdeckt (12. April bis 14. Juli), Hamburger Kunsthalle